# Maria Conchita Alonso
Maria Conchita Alonso (ur. 29 czerwca 1957 jako Maria Concepcion Alonso Bustillo) – amerykańska aktorka i piosenkarka kubańskiego pochodzenia.

## Życiorys
Maria Conchita Alonso urodziła się w Cienfuegos na Kubie. Gdy miała 5 lat (w 1962) jej rodzice: Ricardo Alonso i Maria Conchita Bustillo wyjechali wraz z dziećmi do Wenezueli. To właśnie tam Maria zaczęła stawiać pierwsze kroki w showbiznesie – w 1971 roku zwyciężyła w konkursie Miss World Nastolatek, a w 1975, zwyciężając w konkursie Miss Wenezuela, zakwalifikowała się do konkursu Miss World w którym zajęła VI miejsce. Szybko stała się jedną z najpopularniejszych modelek, piosenkarek i aktorek Wenezueli. Pierwsze swoje aktorskie kroki stawiała właśnie w tym kraju, grając w hiszpańskojęzycznych telenowelach i operach mydlanych. Pierwszy swój album wydała w 1979 roku pod pseudonimem „Ambar” (podobnie jak drugi). Gwiazdą uczynił ją dopiero album piąty (Maria Conchita), wydany w 1984 roku w języku angielskim zdobył nagrodę Grammy w kategorii „najlepszy artysta latynoamerykański”. W 1982 przyjechała do Hollywood, gdzie na amerykańskim rynku filmowym, na dużym ekranie zadebiutowała w filmie Miasto strachu (1984) Abela Ferrary. Jedna z piosenek w jej wykonaniu znalazła się na ścieżce dźwiękowej do filmu Człowiek z blizną z 1983 roku (Vamos a Bailar). Zagrała w ponad 80 filmach i wydała ponad 20 płyt. Ma własne studio płytowe „Ambar Entertainment” i filmowe „Ambyth Prods”. Włada czterema językami: hiszpańskim, angielskim, francuskim i włoskim. W październiku 2005 otrzymała obywatelstwo amerykańskie.

## Działalność polityczna i publiczna
Jest znana ze swojej działalności charytatywnej i politycznej. Jest zdeklarowanym przeciwnikiem reżimu Castro i prezydenta Wenezueli Hugo Cháveza, którego publicznie przyrównała do Hitlera, krytykując Seana Penna i Naomi Campbell za poparcie jakiego udzielili prezydentowi Wenezueli.
W kampanii prezydenckiej 2008 roku popierała republikańskiego senatora Johna McCaina, będąc zdeklarowanym przeciwnikiem Baracka Obamy. Była również przeciwna reelekcji Obamy cztery lata później. We wrześniu 2014 roku prezydent Wenezueli Nicolas Maduro wszczął procedurę odebrania jej obywatelstwa za publiczne nawoływanie USA do wojskowej interwencji w jego kraju. Podczas kampanii prezydenckiej 2016 roku nie zaakceptowała żadnego z kandydatów (Donald Trump i Hillary Clinton), obydwoje uznając za nieodpowiednich do urzędu prezydenta Stanów Zjednoczonych. Po wyborach prezydenckich 2020 roku w mediach społecznościowych (Twitter) przyznała rację Donaldowi Trumpowi w kwestii oszustw wyborczych.   
Jeden z jej dwóch braci – Roberto jest znanym działaczem kubańskiego ruchu antykomunistycznego w USA.
Wspiera dążenia do równouprawnienia osób LGBT.

## Filmografia
- 1979 – Estefania (serial TV)
- 1981 – Luz Marina (serial TV)
- 1982 – Klaudia (serial TV)
- 1982 – Nieustraszony (serial TV)
- 1984 – Miasto strachu
- 1984 – Moskwa nad rzeką Hudson
- 1986 – Sytuacja podbramkowa
- 1987 – Uciekinier
- 1987 – Nienawiść
- 1988 – Barwy
- 1989 – Pocałunek wampira
- 1990 – Predator 2
- 1993 – Dom dusz
- 1994 – Alejandra (serial TV)
- 1996 – Więzy
- 1996 – Straszna droga do szkoły
- 1997 – Szpital Dobrej Nadziei (serial TV)
- 1997 – F/X (serial TV)
- 1998 – Sekretne życie mojego męża
- 1998 – Pomoc domowa (serial TV) jako Maria de la Concepcion Bustilla Garcia del Amo Sheffield
- 1998 – Po tamtej stronie (serial TV)
- 1999 – Dotyk anioła (serial TV)
- 2000 – Nuklearna walizka
- 2000 – Nokaut
- 2000 – Wizja morderstwa - historia Donielle
- 2001 – Kod Tory
- 2002 – Cena miłości
- 2003 – Papi i dziewczyny
- 2004 – CSI: Kryminalne zagadki Miami (serial TV)
- 2006 – Gotowe na wszystko (serial TV) jako Lucia Marquez
- 2006 – Dziedziczki
- 2008 – Ryszard III
- 2009 – Amerykańskie ciacho
- 2012 − The Lords of Salem
- 2017 – Bałkańska vendetta
- 2019 – The I-Land
- 2019 – Into the Dark

## Dyskografia
- 1979 – Love Maniac (jako „Ambar”)
- 1980 – The Witch (jako „Ambar”)
- 1982 – Dangerous Rhythm
- 1983 – Te Amo
- 1984 – Maria Conchita
- 1985 – O Ella o Yo
- 1986 – Grandes Exitos
- 1987 – Sueltame
- 1987 – Mirame
- 1987 – Otra Mentira Mas
- 1988 – Y Es Que Llegaste Tu
- 1990 – Hazme Sentir
- 1991 – A El Lo Quiero
- 1991 – En Vivo Mexico
- 1992 – Imaginame
- 1993 – Promesas
- 1994 – Alejandra. Boleros
- 1997 – Hoy y Siempre
- 2004 – Grandes Exitos
- 2005 – Soy EP
- 2008 – Greatest Hits
- 2009 – Mienteme
- 2016 – Amor De Madrugada

## Życie prywatne
Niezamężna. W latach 70. była partnerką Julio Iglesiasa, a w roku 1989 Billy Idola. Ma dwóch braci – Ricardo i Roberta.